# Laure Marsac
Laure Marsac (* 18. Februar 1970 in Paris) ist eine französische Schauspielerin, die sowohl in Kinofilmen, Fernsehfilmen und Fernsehserien als auch im Theater mitgewirkt hat. Sie trat auch bereits als Regisseurin und Drehbuchautorin auf.

## Leben
Im Alter von 14 Jahren wirkte Laure Marsac erstmals in einem Kinofilm mit. Für ihre Rolle in dem 1984 gedrehten Spielfilm Die Piratin wurde Marsac 1985 zur Besten Nachwuchsdarstellerin gewählt und setzte sich dabei unter anderem gegen ihre Konkurrentin Emmanuelle Béart durch. Mit der Auszeichnung trat Marsac in die Fußstapfen ihrer Vorgängerinnen Sophie Marceau und Sandrine Bonnaire, die 1983 bzw. 1984 in derselben Rubrik den César verliehen bekamen.
1988 wirkte Marsac in der deutschen Fernsehproduktion Der Bierkönig mit, in dem sie seine um Jahrzehnte jüngere Ehefrau Rosa verkörperte.
Zwischen 1990 und 1996 war Laure Marsac mehrfach als Bühnenschauspielerin tätig.
Im neuen Jahrtausend trat die Schauspielerin bereits zweimal als Regisseurin und Drehbuchautorin auf: zunächst in dem 2004 uraufgeführten Film Une star internationale (in dem sie zwei ihrer Freundinnen, Charlotte Gainsbourg und Julie Leibowitch, porträtiert) und drei Jahre später (2007) in dem Drama Le Quatrième morceau de la femme coupée en trois.

## Filmografie (Auswahl)
- 1984: Die Piratin (La Pirate)
- 1987: L’homme voilé
- 1988: Ekitos – Prinz der Barbaren (Le prince barbare, Fernsehfilm)
- 1987: Les fous de Bassan
- 1988: Der Bierkönig (Fernsehfilm)
- 1990: Tumultes
- 1992: Ein Vampir im Paradies (Un vampire au paradis)
- 1991: L’enfant des loups (Fernsehfilm)
- 1992: Un bout de Challenger
- 1993: Taxi de nuit
- 1993: Chambre froide
- 1994: Interview mit einem Vampir (Interview with the Vampire: The Vampire Chronicles)
- 1994: Die Bartholomäusnacht (La Reine Margot)
- 1994: Les caprices de Marianne (Fernsehfilm)
- 1996: Ein Regenbogen für Rimbaud (Rainbow pour Rimbaud)
- 1996: Ein Schlag ins Gesicht (Hit Me)
- 1997: Die Untreuen (Les Infidèles)
- 1998: Geheimsache (Secret défense)
- 1998: Über Geschmack lässt sich nicht streiten (Des goûts et des couleurs)
- 2003: Die Spur führt in die Hölle (Ambre a disparu)
- 2004: La crim’ (Fernsehserie, Folge 9x03 Sans concession)
- 2007: La Clef
- 2008: Public Enemy No. 1 – Todestrieb (L’Ennemi public nº 1)
- 2009: La Reine des pommes
- 2010: Tête de turc
- 2011: Das Leben gehört uns (La Guerre est déclarée)
- 2012: L’homme de ses rêves (Fernsehfilm)
- 2012: Duo (Fernsehserie, sechs Folgen)
- 2013: Le jour attendra
- 2014: Sire Gauvain et le Chevalier Vert (Kurzfilm)
- 2014: Borderline (Fernsehfilm)
- 2014: Jacky im Königreich der Frauen (Jacky au royaume des filles)
- 2015: Casanova
- 2016: Agatha Christie: Mörderische Spiele (Les Petits Meurtres d’Agatha Christie, Fernsehserie, 1 Folge)
- 2019: Mongeville (Fernsehserie, Folge 5x02 Le port de l'angoisse)

## Auszeichnungen
- 1985: César als Beste Nachwuchsdarstellerin für Die Piratin